# Campdorà
Campdorà és un poble del municipi de Girona situat al nord, entre el riu Ter i al peu del Massís de les Gavarres. Està compost pels nuclis de població de la Muntanya de Campdorà, el Pla de Campdorà i el raval contigu amb el Pont Major de Girona (els dos primers són nuclis rurals, mentre que el tercer és pròpiament urbà).
Fins a l'any 1975, any en què va passar a formar part de Girona, Campdorà va ser part del municipi de Celrà. Hi havia estat incorporat el 1846 per la política de reducció del número de municipis resultants de l'abolició del règim senyorial.
L'any 2005 l'entitat de població de Campdorà tenia 199 habitants.
El nucli antic és centrat en l'església de Sant Jaume i el Castell. Al terme del poble hi destaquen també la Rectoria, la Farinera Vinyals i el Balneari. Hi ha també un jaciment arqueológic.
Al Pla de Campdorà s'hi situava el baixador de la línia de ferrocarril Palamós-Girona-Banyoles, ubicat entre el baixador del Pont Major i l'estació de Celrà.